# Bas-Lieu
Bas-Lieu là một xã ở tỉnh Nord trong vùng Hauts-de-France, Pháp.